# Rue d'Anethan
La rue d'Anethan (en néerlandais : d'Anethanstraat) est une rue bruxelloise de la commune de Schaerbeek qui va de la place Eugène Verboekhoven à la rue François-Joseph Navez.
La numérotation des habitations va de 3 à 41 pour le côté impair, et de 2 à 52 pour le côté pair.
Cette rue porte le nom d'un homme politique belge, le baron Jules d'Anethan, né à Bruxelles le 23 avril 1803 et décédé à Schaerbeek le 8 octobre 1888.